# 卡巴奇尼克-菲尔茨反应
卡巴奇尼克-菲尔茨反应（Kabachnik–Fields reaction），分別由马丁·伊兹赖列维奇·卡巴奇尼克和埃利斯·K·菲尔茨於1952年发现，指一分子羰基化合物、一分子胺与一分子膦酸二酯多组分缩合生成α-氨基烷基膦酸酯。
反应产物是α-氨基酸的磷类似物，可用作拟肽类化合物。
反应可为失水剂和路易斯酸混合物所促进。早期反应仅限于简单的底物（如以醛为羰基化合物组分），但近年来随着反应应用范围的拓展，空阻较大的底物也可参与反应。

## 反应机理
首先为羰基与胺缩合为亚胺，接下来膦酸酯的P–H键对亚胺C＝N双键进行加成（普多维克反应），形成氨基膦酸酯。